# Piotr Panin
Piotr Panin (Панін Петро Іванович) Moscú (1938—2011) fue un destacado guitarrista y compositor moderno.

## Biografía
Durante muchos años trabajó como artista en Moskontsert. Sus obras para guitarra han sido interpretada por los guitarristas destacados del mundo. Entre ellos Zhyumez Jean-Pierre (Francia), Alfonso Moreno (México), Lyon, Boyd (Canadá), Uros Deutsche Novichev (Yugoslavia), y otras obras de la primera parte del compositor del repertorio y la guitarra de Rusia: Slava Shirokov, Mirzoyan Suren, Komolyatova Nicolás, Dmitry Mamontov Islas, Chudinov Alexei, dúo de guitarristas Olshansky y Ustinov, quien grabó dos discos en Austria. 
Panin escrito ocho conciertos para guitarra y orquesta sinfónica , 100 trabajos publicados en muchos países, lanzado 20 discos compactos en el extranjero. En 1999 grabó un CD  donde las obras seleccionadas para la guitarra en la ejecución del autor incluía 22 obras donde  presenta una colección de variedad tensa y concisa de las piezas. 
En su técnica se escucha es un puro formalismo despejado aunque el estilo no es reconocible, pero también un lugar un salvaje y apasionado (pero muy disciplinada)  espíritu . Existe una angulosidad a cabo a través de (al igual que el cuadro cubista), y las piezas cortas ir a toda la gama de la turbulenta a la calma, a partir de éxtasis pensativo. Se detectan rastros de las influencias "étnica" en su obra.
Él me sumerge en un nuevo mundo, un mundo que surge de la multitud de culturas que forman la Unión Soviética, un país que conoce bien. Su forma de tocar no es pretencioso, que no se deteriore en ráfagas cortas, explosivas o desarrollos de largo, interminable. Hay pocos las variaciones en estas formas musicales breves, pero no hay ninguna sensación de aburrimiento o bien. Contiene tártaro, mongol, esquimal, el chino, y las influencias rusas, y deslumbra al oyente con el nombre su pasión . Tiene 150 manuscritos de conciertos para guitarra .
Panin es autodidacta Por lo tanto él no tiene un estatus musical o el reconocimiento, que no sea la oportunidad para llevar a cabo con terceros países, su clase, grupos folklóricos, que ni siquiera le proporcionaban el dinero suficiente para hacer a fin de mes. Él no tenía ninguna oportunidad de obtener la condición de artista intérprete o ejecutante o compositor, ya que él no asistió a la escuela de música. Vivía con un primo lejano y la críaba de pollos en la bañera.

## Composiciones
- The Little Cloud
- Toledo
- Dance
- Jesus Christ and 12 Apostles (live)
- Melody for Dassen
- Etude - Picture
- Mirage
- Tatarian Dance
- Humoresque
- The Old Jerusalem
- Con Santimento
- Pontius Pilate
- Horizon Perdu #1
- Horizon Perdu #2 Five Avenue
- Portrait of Shingis Khan
- Dance Eskimo
- L'eau Vive
- Bee Hive
- Portrait of V.Bellini
- Horizon Perdu #3
- Etude Horizon Perdu #4